# Sallent de Gállego

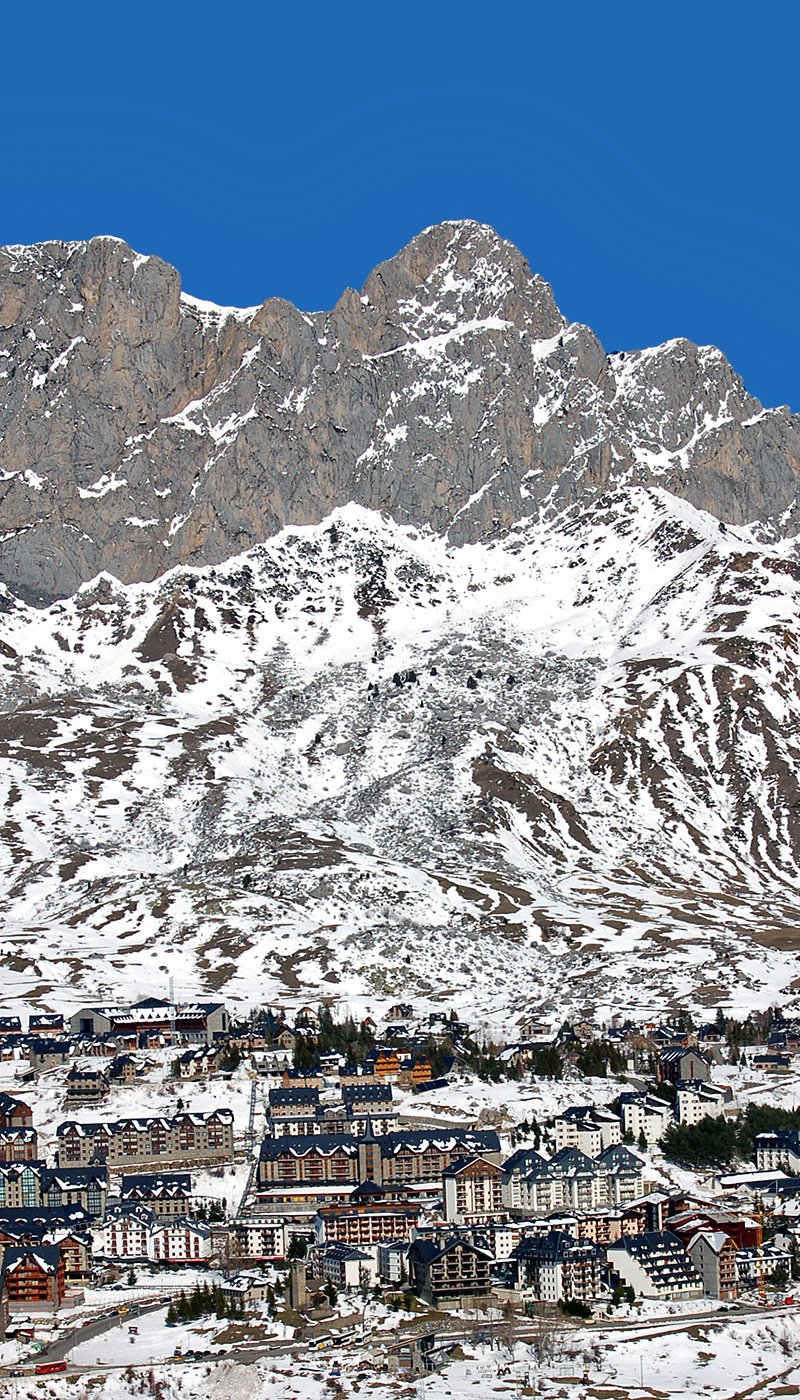
Vista de Formigal desde las pistas de esquí de Tres Hombres

Sallent de Gállego (en aragonés: Sallent o Sallent de Galligo) es un municipio español, perteneciente a la comarca de Alto Gállego, al norte de la provincia de Huesca, comunidad autónoma de Aragón. Tiene un área de 162,14 km² con una población de 1480 habitantes (INE 2009) y una densidad de población de 9,13 hab/km².
Se encuentra a orillas del embalse de Lanuza y al pie de las más altas cumbres de la cordillera, muy cerca ya de la frontera con Francia. Su término constituye la capital del valle de Tena.
Típico pueblo del Pirineo aragonés, posee una iglesia gótica, de
principios del siglo XVI, que alberga un valioso retablo plateresco.
Inicialmente fue villa de realengo, pasando, posteriormente, a ser señorío
laical de la conocida familia Lanuza.
Antiguamente, y junto a Lanuza, conformaba el llamado quiñón de Sallent, uno de los tres históricos territorios en los que se dividía administrativamente el valle.
Parte de su término municipal está ocupado por el monumento natural de los Glaciares Pirenaicos.

## Geografía
Sallent de Gállego es atravesado por el río Gállego y su primer afluente, el río Aguas Limpias, ambos cauces nacidos dentro del propio término y que confluyen en las inmediaciones del núcleo urbano. Desde Sallent de Gállego existe un camino por donde se puede ir caminando hasta el paraje conocido como "El Salto" o "Salto del Aguaslimpias", la pequeña catarata que dio nombre a la población.
La Peña Foratata, un gran peñasco rocoso que se eleva sobre la villa, es el pico más emblemático del lugar. Otras de las cumbres importantes dentro del término municipal son Anayet, Tres Hombres, Arriel y Balaitous, alcanzando muchas de ellas los 3.000 metros de altura. Estos paisajes ofrecen infinidad de posibilidades, especialmente la práctica de deportes de montaña y aventura. Son especialmente recomendables las excursiones a Ibonciecho y al ibón de Respomuso, lugar este último donde existe un albergue muy frecuentado por los alpinistas. El municipio está atravesado además por la GR-11, ruta de montaña que recorre la cordillera pirenaica desde el Mediterráneo hasta el Cantábrico.
Mención especial merece también El Portalet, paso fronterizo entre España y Francia que pone en comunicación los valles de Tena y Ossau.
Actualmente, lo que se conoce como municipio de Sallent de Gállego comprende los siguientes núcleos: Sallent, Formigal, Portalet, Lanuza, Escarrilla, Tramacastilla de Tena y Sandiniés.

### Clima
De acuerdo a la clasificación climática de Köppen Sallent de Gallego tiene un clima intermedio entre los Dfc - Dfb y Cfb. La temperatura máxima absoluta se alcanzó el 29 de julio de 1981 y fue de 36.0 °C. La mínima absoluta fue de -21 °C el 11 de marzo de 1985.
| Parámetros climáticos promedio de Sallent de Gállego | Parámetros climáticos promedio de Sallent de Gállego | Parámetros climáticos promedio de Sallent de Gállego | Parámetros climáticos promedio de Sallent de Gállego | Parámetros climáticos promedio de Sallent de Gállego | Parámetros climáticos promedio de Sallent de Gállego | Parámetros climáticos promedio de Sallent de Gállego | Parámetros climáticos promedio de Sallent de Gállego | Parámetros climáticos promedio de Sallent de Gállego | Parámetros climáticos promedio de Sallent de Gállego | Parámetros climáticos promedio de Sallent de Gállego | Parámetros climáticos promedio de Sallent de Gállego | Parámetros climáticos promedio de Sallent de Gállego | Parámetros climáticos promedio de Sallent de Gállego |
| Mes | Ene.                                                 | Feb.                                                 | Mar.                                                 | Abr.                                                 | May.                                                 | Jun.                                                 | Jul.                                                 | Ago.                                                 | Sep.                                                 | Oct.                                                 | Nov.                                                 | Dic.                                                 | Anual                                                |
| --- | ---------------------------------------------------- | ---------------------------------------------------- | ---------------------------------------------------- | ---------------------------------------------------- | ---------------------------------------------------- | ---------------------------------------------------- | ---------------------------------------------------- | ---------------------------------------------------- | ---------------------------------------------------- | ---------------------------------------------------- | ---------------------------------------------------- | ---------------------------------------------------- | ---------------------------------------------------- |
| Temp. máx. media (°C) | 4.6                                                  | 5.5                                                  | 8.6                                                  | 10.6                                                 | 13.9                                                 | 18.0                                                 | 22.3                                                 | 21.0                                                 | 17.9                                                 | 13.2                                                 | 8.3                                                  | 4.9                                                  | 12.4                                                 |
| Temp. media (°C) | 1.2                                                  | 1.3                                                  | 3.5                                                  | 5.8                                                  | 9.9                                                  | 13.7                                                 | 16.5                                                 | 16.0                                                 | 13.7                                                 | 8.8                                                  | 4.5                                                  | 1.9                                                  | 8.1                                                  |
| Temp. mín. media (°C) | -3.6                                                 | -3.3                                                 | -1.5                                                 | 0.5                                                  | 3.8                                                  | 7.3                                                  | 9.6                                                  | 9.5                                                  | 7.8                                                  | 3.6                                                  | -0.2                                                 | -2.5                                                 | 2.6                                                  |
| Precipitación total (mm) | 124.7                                                | 104.9                                                | 98.6                                                 | 104.9                                                | 117.2                                                | 98.6                                                 | 64.9                                                 | 72.2                                                 | 99.3                                                 | 117.8                                                | 138.7                                                | 141.4                                                | 1283.2                                               |
| Días de precipitaciones (≥ 0.1 mm) | 15                                                   | 13                                                   | 14                                                   | 19                                                   | 19                                                   | 16                                                   | 16                                                   | 18                                                   | 15                                                   | 17                                                   | 19                                                   | 14                                                   | 195                                                  |
| Días de lluvias (≥ 0.1 mm) | 7                                                    | 6                                                    | 6                                                    | 15                                                   | 18                                                   | 16                                                   | 16                                                   | 18                                                   | 15                                                   | 16                                                   | 15                                                   | 8                                                    | 156                                                  |
| Días de nevadas (≥ 0.1 mm) | 8                                                    | 7                                                    | 8                                                    | 4                                                    | 1                                                    | 0                                                    | 0                                                    | 0                                                    | 0                                                    | 1                                                    | 4                                                    | 6                                                    | 39                                                   |
| Horas de sol | 124                                                  | 140                                                  | 186                                                  | 180                                                  | 186                                                  | 180                                                  | 186                                                  | 195                                                  | 207                                                  | 155                                                  | 98                                                   | 120                                                  | 1957                                                 |
| Humedad relativa (%) | 81                                                   | 78                                                   | 75                                                   | 76                                                   | 79                                                   | 77                                                   | 80                                                   | 80                                                   | 80                                                   | 81                                                   | 83                                                   | 82                                                   | 79                                                   |
| Fuente: http://www.nevasport.com/mevoyaformigal/art/4470/El-Clima-del-Valle-de-Tena-2-parte/ http://es.climate-data.org/location/186824/ http://www.zoover.es/espana/aragon/sallent-de-gallego/tiempo (Modificado 1-2-2016) |                                                      |                                                      |                                                      |                                                      |                                                      |                                                      |                                                      |                                                      |                                                      |                                                      |                                                      |                                                      |                                                      |

## Administración y política
| Período             | Alcalde                                       | Partido | Partido |
| ------------------- | --------------------------------------------- | ------- | ------- |
| 1979-1982 1982-1983 | Eugenio A. Pérez Urieta Antonio Sancho García | UCD     |         |
| 1979-1982 1982-1983 | Eugenio A. Pérez Urieta Antonio Sancho García | UCD     |         |
| 1983-1987           |                                               |         |         |
| 1987-1991           |                                               |         |         |
| 1991-1995           | Eduardo Guillén Guillén                       |         |         |
| 1995-1999           | José Luis Sánchez Sáez                        | PSOE    |         |
| 1999-2003           | José Luis Sánchez Sáez                        | PSOE    |         |
| 2003-2007           | José Luis Sánchez Sáez                        | PSOE    |         |
| 2007-2011           | José Ignacio Urieta Rodríguez                 | PP      |         |
| 2011-2015           | Jesús Eugenio Gericó Urieta                   | PP      |         |
| 2015-2019           | Jesús Eugenio Gericó Urieta                   | PP      |         |
| 2019-2023           | Jesús Eugenio Gericó Urieta                   | PP      |         |
| 2023-2027           | Jesús Eugenio Gericó Urieta                   | PP      |         |

| Partido político    | Partido político                                   | 2003   | 2007   | 2011   | 2015   | 2019   | 2023   |
| Partido político    | Partido político                                   | Ediles | Ediles | Ediles | Ediles | Ediles | Ediles |
|                     | Partido Popular de Aragón (PP)                     | 1      | 4      | 3      | 4      | 5      | 6      |
|                     | Partido Aragonés (PAR)                             | 1      | 1      | 2      | 3      | 2      | —      |
|                     | Partido de los Socialistas de Aragón (PSOE-Aragón) | 5      | 3      | 3      | 1      | 2      | 3      |
|                     | Chunta Aragonesista (CHA)                          | 0      | 1      | 1      | 1      | —      | —      |
|                     | Agrupación Independiente Tenesina (AIT)            | 2      | —      | —      | —      | —      | —      |
| Total de concejales | Total de concejales                                | 9      | 9      | 9      | 9      | 9      | 9      |

## Demografía
Sallent de Gállego cuenta con una población de 1516 habitantes (INE 2024).
| Gráfica de evolución demográfica de Sallent de Gállego entre 1842 y 2021 |
| |
| Población de derecho según los censos de población del INE Población de hecho según los censos de población del INEEntre el censo de 1981 y el anterior, crece el término del municipio porque incorpora a Escarrilla, Lanuza y Tramacastilla de Tena |

### Población por núcleos
Desglose de población según el Padrón Continuo por Unidad Poblacional del INE.
| Núcleos               | Habitantes (2012) | Varones | Mujeres |
| --------------------- | ----------------- | ------- | ------- |
| Escarrilla            | 206               | 112     | 94      |
| Formigal              | 235               | 125     | 110     |
| Lanuza                | 44                | 23      | 21      |
| Sallent de Gállego    | 793               | 384     | 409     |
| Sandiniés             | 53                | 27      | 26      |
| Tramacastilla de Tena | 181               | 91      | 90      |

## Economía

### Evolución de la deuda viva
El concepto de deuda viva contempla solo las deudas con cajas y bancos relativas a créditos financieros, valores de renta fija y préstamos o créditos transferidos a terceros, excluyéndose, por tanto, la deuda comercial.
| Gráfica de evolución de la deuda viva del ayuntamiento entre 2008 y 2014                             |
| |
| Deuda viva del ayuntamiento en miles de Euros según datos del Ministerio de Hacienda y Ad. Públicas. |

La deuda viva municipal por habitante en 2014 ascendía a 370,04 €.

## Servicios
Sallent cuenta con un pabellón polivalente, piscinas y pistas de tenis. Por otra parte, en el paraje de Formigal se encuentra la estación de esquí Aramón Formigal, dotada de equipamientos para la práctica de deportes de nieve y servicios hoteleros.

## Cultura

### Patrimonio
Sallent posee como principal atractivo artístico su iglesia gótica de la Asunción, de principios del siglo XVI, que alberga un valioso retablo plateresco y la venerada imagen de la Virgen de las Nieves (patrona de la villa). Está declarada bien de interés cultural.
También destaca el llamado puente romano, construcción medieval del siglo XVI que salva el curso del Aguas Limpias en mitad de la población, así como las innumerables casas blasonadas que salpican el abigarrado casco antiguo sallentino. En el centro de la villa también se erige el popular Mentidero: una gran bancada cubierta y abierta a la calle que aún siguen usando los vecinos y visitantes como lugar de encuentro.
En Formigal, la pequeña iglesia mozárabe del Salvador de Basarán (siglo X, reconstruida en 1972) contrasta con la modernidad de los edificios de la estación de esquí.

### Pirineos Sur
En el término municipal de Sallent de Gállego, pero principalmente en la localidad de Lanuza, se celebra durante la segunda quincena de julio el Festival Pirineos Sur. Los músicos invitados actúan sobre un escenario que flota sobre el embalse de Lanuza.

### Premios Luis del Val
En Sallent también se entrega bi-anualmente el Premio de Relatos Cortos "Luis del Val", para obras escritas tanto en castellano como en aragonés.

### Fiestas y eventos
- Semana Santa, con la Procesión del Santo Entierro
- Festival de Pirineos Sur: en el mes de julio
- Fiesta mayor, en honor a la Virgen de las Nieves, en torno al 5 de agosto
- Feria del Ganado, el fin de semana previo a las fiestas de septiembre
- Exaltación de la Santa Cruz, el 14 de septiembre, la más antigua y tradicional de sus celebraciones

Entre los actos que se organizan con motivo de las fiestas, destaca el tradicional Ondeo de Bandera: los mozos sallentinos hacen girar en horizontal el larguísimo mástil del pendón de la villa.

### Misas cantadas
La misa solemne, de difuntos, el Ave Maris Stella y el Miserere, son obras de música religiosa, popular, inspiradas en el gregoriano. La villa de Sallent tiene el honor de haberlas conservado a través de los tiempos y naturalmente, los hombres cantores de estas piezas les han dado su tono y sus candencias personales, propias de esta Villa altoaragonesa, de tal modo que, la Misa solemne ha pasado a llamarse "La Misa de Sallent de Gállego".
La Misa Solemne, que incluye el Introito, Kyrie, Gloria in excelsis, Credo, Sanctus, Laudate y Agnus Dei, se canta el 5 de agosto, el 14 de septiembre, los días de Navidad y de Pascua. La Misa de Difuntos, que incluye el Intróito, Kyrie, Secuencia Dies Irae, Sanctus y Agnus Dei, se canta el día 4 o 6 de agosto, el día 13 o 15 de septiembre y el día 1 de noviembre (Todos los Santos). El Ave Maris Stella, se canta en la Misa Solemne del 5 de agosto en honor a la Virgen de las Nieves y con ocasión de otras fiestas marianas. Y el Miserere, la noche del Viernes Santo, al concluir la Procesión del Entierro.
Es de señalar que estos cantos solo los canta el Coro de Hombres de la Villa de Sallent.